# Gilbert Bezzina
Pour les articles homonymes, voir Bezzina.
Gilbert Bezzina, né à Tunis en 1946, est un violoniste et chef d'orchestre français.

## Biographie
Gilbert Bezzina nait à Tunis en 1946 dans une famille d'origine italienne et maltaise. 
Après son enfance, sa famille s'installe à Nice et il étudie le violon au conservatoire de Nice. Il collabore avec plusieurs orchestres classiques, comme celui de l'Opéra de Nice, et à des formations de musique de chambre. Animé par son intérêt pour la musique du XVIIe et XVIIIe siècles, il fait des recherches sur l'interprétation authentique et sur le jeu du violon baroque. En 1965 il est fondateur de la Société de musique ancienne de Nice. Il a travaillé avec Gustav Leonhardt au sein de l'ensemble La Petite Bande et comme premier violon solo dans La Grande Écurie et la Chambre du Roy sous la direction de Jean-Claude Malgoire.
En 1982, il crée l'Ensemble baroque de Nice, avec lequel il réalise plus de vingt enregistrements, souvent couronnés de prix, comme le grand prix du disque et autres. Depuis 1994, il est directeur artistique du Vieux-Nice baroque en musique, qui organise chaque année une série de concerts dans les églises de la vieille ville,.